# Karl Friedrich von Kitscher
Karl Friedrich von Kitscher (* in der Neumark; † 1. März 1770 in Berlin) war ein preußischer Oberst der Artillerie, Regimentschef und Ritter des Ordens Pour le Mérite.

## Leben
Er war der Sohn des preußischen Hauptmanns und Erbherrn auf Briesen Levin Dyonisius von Kitscher und dessen Ehefrau Dorothea Agnesa, geborene von Weber.
Kitscher trat 1737 als Bombardier in die preußische Artillerie ein. Am 19. November 1741 avancierter er zum Sekondeleutnant und stieg am 24. Dezember 1742 zum Premierleutnant sowie am 21. August 1750 zum Stabskapitän und schließlich im Juli 1757 zum Kapitän auf. Am 7. November 1761 wurde er zum Major und am 27. Dezember 1761 zum Oberstleutnant befördert. Kitscher erreichte schließlich am 3. April 1763 als Oberst und Regimentschef des zweiten Artillerieregiments seinen höchsten Dienstgrad.
Kitscher hat an allen schlesischen Kriegen teilgenommen. Für seinen Einsatz im Gefecht bei Strehla hat er am 27. August 1760 den Orden Pour le Mérite erhalten.
Er blieb unvermählt und starb ohne Hinterlassung von Leibeserben.